# 螞蟻上樹

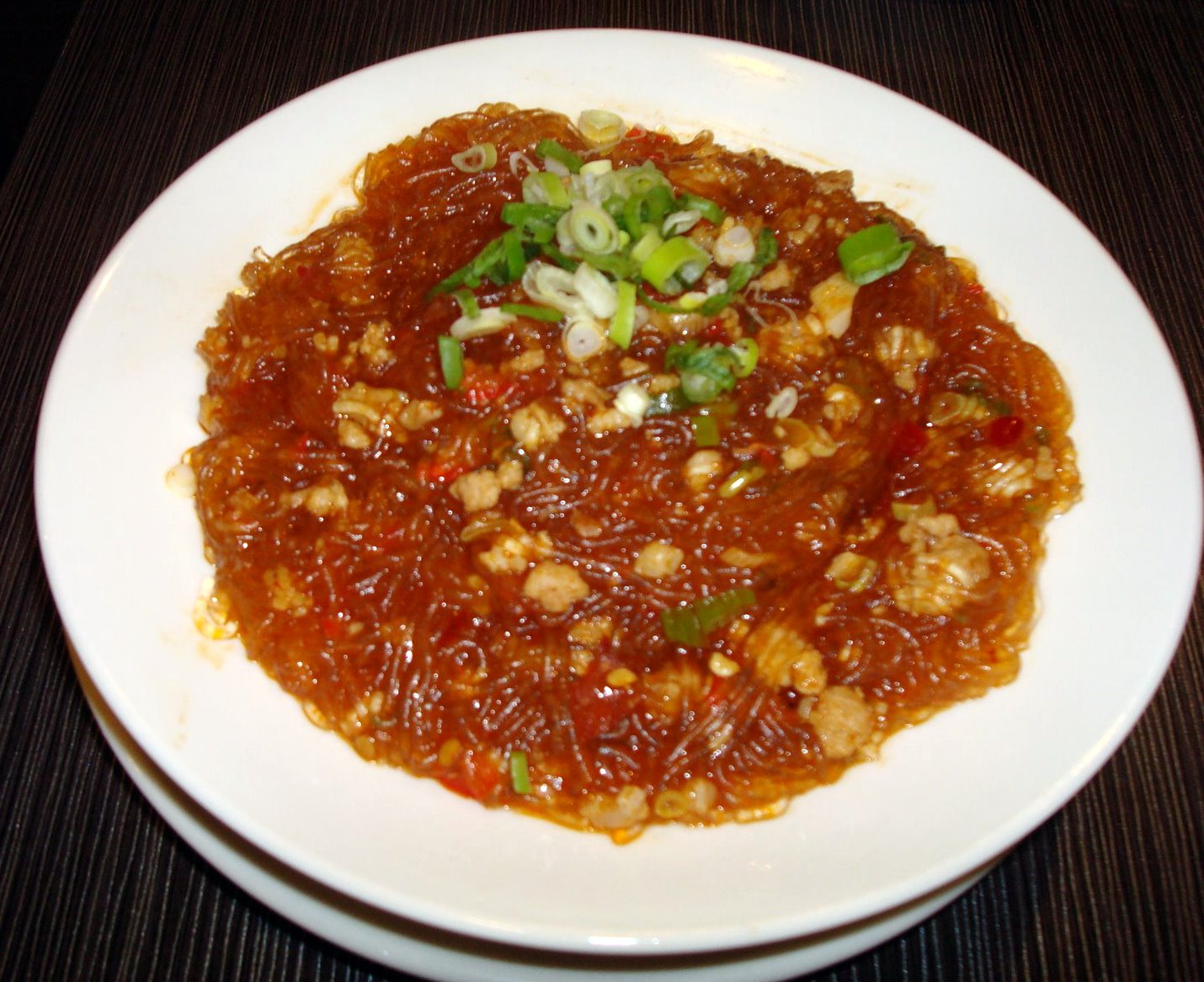
螞蟻上樹

螞蟻上樹（マーイーシャンシュー）は、中国の四川料理の一つである。
この料理の名前は「木に登る蟻」という意味であり、春雨に絡まったひき肉を枝に上る蟻に見立てたものである 。
英語圏においてはこれを直訳した"Ants climbing a tree"という名称で呼ばれている。
また、日本では麻婆春雨という似た料理があり、螞蟻上樹の借用語として「麻婆春雨」が用いられるケースもある。
この料理はひいた豚肉などをソースでいため、春雨にかけたものである 。その他材料には、米酢やしょうゆ 、植物油やごま油 、ネギやニンニク、ショウガ、トウガラシなどが用いられる。
この料理を作る際、まず春雨を戻し、その間にひき肉を室温でマリネする。続いて、中華鍋で油を熱し、煙が出てきたところで、ネギやニンニク、ショウガをさっと炒め、先のひき肉を中華鍋に入れる。最後に、春雨を入れてたれを絡ませると完成である。春雨をそのまま中華鍋に投入し、油で揚げてたれに絡ませる方法もある。